# Nirvána (film)
A Nirvána (Nirvana) Gabriele Salvatores filmrendező 1997-ben bemutatott disztrópikus olasz-francia film noir sci-fi filmje Christopher Lambert főszereplésével. Újabb műfaji besorolás szerint cyberpunk.
Jimi Dini (Christopher Lambert) játéktervező programozó virtuális valóság játékát, a Nirvánát pár nap múlva, karácsonykor szándékoznak piacra dobni. De Jiminek teljesítenie kell a mesterséges intelligenciával felruházott játékosának tett ígéretét, és meg kellene találnia egy éve nyomtalanul eltűnt feleségét, Lisát is. Miközben cégének biztonsági emberei erednek a nyomába.
A filmet az 1997-es Cannes-i fesztiválon is bemutatták.
A szórványos negatív kritika ellenére ez volt Gabriele Salvatores legsikeresebb filmje, és valószínűleg az eddigi legjobb olasz sci-fi. Kultuszfilmmé válásában nyilván szerepet játszott különleges látványvilága, a virtuális valóság megjelenítése, a film egyéb meghökkentő megoldásai, valamint a kulcsszereplők Giorgio Armani ruhái is.
A 2016-os 34. Torinói Filmfesztiválra készült el az olasz Nemzeti Filmkönyvtár a film restaurált változatával.

## Szereplők
- Jimi Dini – Christopher Lambert (Csernák János)
- Solo – Diego Abatantuono (Rosta Sándor)
- Joystick – Sergio Rubini (Kálid Artúr)
- Naima – Stefania Rocca (Orosz Helga)
- Maria – Amanda Sandrelli
- Lisa – Emmanuelle Seigner (mint Emanuelle Seigner) (Dudás Eszter)
- Red Rover  – Claudio Bisio
- Paranoia árús – Antonio Catania
- Dr. Ratzenberger[1] – Gigio Alberti
- Szicíliai turista  – Ugo Conti
- Indiai írnok  – Silvio Orlando
- Német – Oreste Guidi
- Okasama Starr – Hal Yamanouchi (mint Haruhiko Yamanouchi)
- Avinash[2] – Avinash Ganesh
- Pakisztani írnok – Antonello Grimaldi
- Joker – Paolo Rossi
- A Guru – Baskaran Pillai[3]
- Meditáló férfi – Bebo Storti
- Rendőr – Fabio Sartor
- A Guru segédje – Corinna Agustoni
- Gaz-Gaz – Leonardo Gajo
- Kamionsofőr – Gianni Palladino
- Drogos férfi – Renato Sarti
- Elnök – Luca Torraca
- Maffiózó – Riccardo Zinna
- Asli – Bed Cerchiai (mint Bedlu Cerchiai)
- Japán Sushi Bar – William Chiu
- Jimi apja – Coco Leonardi (mint Benito Leonardi)
- Csapos – Giuseppe Messina
- Sid – Suleyman Salmassi
- Fiatal férfi bárban – Daniel Auber (mint Daniele Auber)
- Dea Kali – Luisa Corna
- Rendőr – Alessandro Cremona
- Meztelen ember – Alessandro Eccelsi
- Fiatal férfi – Pieter Jurriaanse
- Tipo Gentile – Reynold Joh Kerr
- Prostituált a kirakatban – Christine Krug
- Barbone – Rosario Marino
- Ír férfi – Dodo Oltrecolli
- Katona – Roman Pavlushev (mint Roman Pavlouchev)
- Indiai futó – Vincenzo Petrarolo
- Virtuális prostituált – Elisabetta Riva
- Szervkereskedő – Giovanni Sorenti
- Bemondó? – Marialuisa Tadei
- 1. Szervvadász – Eugenio Ciotola
- 2. Szervvadász – Marcello Mazzarella
- 3. Szervvadász – Michael Oyegunle
- 4. Szervvadász – Stefania Ventura
- 5. Szervvadász – Bachir Ahmet Diakhate
- 6. Szervvadász – Rocco Di Gioia
- 1. Megoldó – Lorenzo Loris
- 2. Megoldó – Valerio Staffelli
- 3. Megoldó – Loredana Zupanic
- 1. Biztonsági őr a pszichológussal – Aminata Fall
- 2. Biztonsági őr a pszichológussal – Victor Kanu
- 1. Rendőr a játékban – Agostino Canepa
- 2. Rendőr a játékban – Federico Pasquetto
- Germaine Damar (nem jelenik meg a stáblistán)
- Rendőr – Andrea Daz (nem jelenik meg a stáblistán)
- Rendőr – Ricardo Perna (nem jelenik meg a stáblistán)

további magyar hangok: Horányi László, Makay Andrea, Roatis Andrea, Salinger Gábor, Wohlmuth István

## Történet
Jimi Dini, a Okasama Starr szoftvergyártó cég csúcsprogramozója pár nappal karácsony előtt éppen az ünnepekre piacra dobni kívánt játékon, a Nirvánán végzi az utolsó simításokat. Felesége, Lisa egy éve hagyta el minden magyarázat nélkül. Gondolja, lazít egy kicsit, és rendel némi folyékony marihuánát kedvenc taxisofőr dílerétől. Ám észreveszi, hogy a játékban valami megváltozott. Valamilyen számítógépes vírus működése folytán a játék főszereplője mesterséges tudatra tett szert, és nemcsak hogy a nemtetszését fejezi ki amiatt, hogy ebben a játékban kell részt vennie, de keresni kezdi az alkotóját is, sőt Jimi megdöbbenésére rá is talál és kapcsolatba lép vele. Könyörög, hogy szabadítsa meg a szörnyűségtől és törölje a játékból. Jimi megszánja, ám ehhez be kellene törnie az Okasama Starr szerverére, és törölnie kell nemcsak a játékot, de az összes biztonsági másolatot is. A feladathoz szüksége van a mesterséges szemekkel vegetáló Angyal, azaz hacker, Joystick segítségére, aki Lisa régi ismerőse. Felkutatására indul a város ázsiai negyedébe, és abban reménykedik, hogy közben Lisáról is kap valami hírt. Eközben a cég embereinek is feltűnik, hogy valami gond van a sztárprogramozójukkal. Egyik pszichológusukat és biztonsági embereket küldenek utána. Miután ráakad Joystickre, az ő révén ismerkedik meg a mesterséges memóriával élő másik hackerrel, Naimával. Kiderül, hogy Lisa halálos betegként csatlakozott egy Asramhoz. És személyiségéből hátrahagyott egy memória mentést, amit Naima be tud illeszteni mesterséges memóriája helyére, és Lisaként tud válaszolni Jimi kérdéseire. Végül a Chelsea Hotelben látnak neki a cég elleni hackertámadásnak, a harcnak az Okasama Starr Ördögével, az ördögien ravasz biztonsági rendszerrel, és végül sikerrel is járnak. A rejtett számlákon talált piszkos pénzt ismerősöknek, barátoknak utalják át, a nagy részét a szegények között szórják szét. De a cég emberei a sarkukban vannak. Végül Jimi megtalálja a Nirvána példányait és törli mielőtt az Okasama Starr emberei rajtuk ütnének.

## Forgatási helyszínek
- A film felvételei elsősorban Milánó Portello kerületében az Alfa Romeo használaton kívüli összeszerelő üzemében  készültek. Az egész gyártelepet átalakították a sci-fi változatos helyszíneihez, amelyekben a város különféle etnikumainak negyedei jelennek meg: az indiaitól a japánig, arabtól a kínaiig a jövő sokszínű, dinamikus és futurisztikus világát idézik.
- Genova

## Érdekességek
- A film néhány rejtett vagy kevésbé rejtett utalást tartalmaz más korábbi filmekre. A szintén francia-olasz koprodukcióban készült Alphaville-re, Jean-Luc Godard filmjére.
- A történet 2005. karácsonya körül játszódik.
- A filmet 1996. július 7-től forgatták.
- A játék neve utalás arra az indiai eredetű hindu és buddhista tanításra, amely szerint az élőlények minden halált követő reinkarnációjukban újat tanulnak, tökéletesednek, míg végül eljutnak a Nirvánába és már nem születnek többé újjá. Mint ahogyan bizonyos értelemben az ilyen típusú kalandjátékokban is történik. Bár Solo itt a játék törlésével érné el a nemlétet.
- Hogy a film még vonzóbb legyen az amerikai piacon, 1997-ben röviddel az olaszországi megjelenés után a Miramax Dimension égisze alatt jelent meg a Nirvána angol szinkron változata.
- A film eredeti olasz változata két perccel hosszabb, mint az angol (111 perc), mivel néhány párbeszédet lerövidítettek az angol szinkronizált változat számára.
- Christopher Lambertet az eredeti olasz nyelvű változatban olasz színész szinkronizálta, az angol nyelvű változatban viszont saját magát.

## Videojáték
A film alapján készült Nirvana X-ROM című videojáték 1996-ban jelent meg.

## Werkfilm
- Nothing is real - Appunti su Nirvana (színes olasz rövidfilm, 1996, 42 perc)

## Filmzene
1. Whatever It Is - Now - Mauro Pagani, Raiz[4] (4:17)
2. John Barleycorn (Must Die) - S.L. Winwood and Traffic (vocál) (6:24)
3. Eqbirotz - Mauro Pagani (2:34)
4. Sodade - Cesária Évora (4:54)
5. Hotels - Federico De Robertis (3:52)
6. Chelsea Hotel - Mauro Pagani (3:27)
7. Nirvana - Federico De Robertis (6:54)
8. Last Dance - Eraldo Bernocchi, Bill Laswell and Monks of the Gyued Monastery (vocál) (3:41)
9. Town House - Mauro Pagani (1:51)
10. Tema di Lisa - Federico De Robertis (1:45)
11. Jimi e Solo - Mauro Pagani (2:30)
12. Lisa Mobile - Federico De Robertis (3:05)
13. Town House - Mauro Pagani (1:21)
14. Windy City - Federico De Robertis (4:17)
15. Chronotape - Mauro Pagani (9:17)
16. Tow Fu - Mauro Pagani (1:18)
17. J. Milonga - Mauro Pagani (3:12)
18. Scavenger Type - NoFX (7:12)
19. Reeko - NoFX (3:05)

## Hasonló
- Szárnyas fejvadász (1982)
- eXistenZ – Az élet játék (1999)
- A 13. emelet (1999)